# Запорізький електроапаратний завод
47°51′47″ пн. ш. 35°07′05″ сх. д. / 47.863076° пн. ш. 35.118081° сх. д.
Запорíзький електрóапаратний завóд — приватне акціонерне товариство, підприємство спеціалізоване з розробки та виробництва перетворювальних агрегатів.

## Загальна інформація
Запорізький електроапаратний завод заснований 1951 року і входив до складу Міністерства електропромисловості СРСР.
Спеціалізація заводу — розробка і поставка на промислові об'єкти СРСР і за кордон спочатку ртутних, а потім тиристорних силових агрегатів для електроприводів гірничо-видобувної, металургійної, хімічної, текстильної промисловості, для міського електротранспорту, агропереробного промисловості та інших галузей.
Запорізький електроапаратний завод поставив перетворюючі агрегати для Новолипецького, Магнітогорського металургічних комбінатів, для металургічних комбінатів у містах Бхілаї та Бокаро (Індія), «Запоріжсталь», «Криворіжсталь» тощо.
Спеціалізацією заводу також є розробка і поставка електрообладнання для міських тролейбусів в обласні центри СРСР, Греції, Аргентини, електрообладнання метрополітенів Москви, Санкт-Петербурга, Києва, Ташкента, Тбілісі, Будапешта (Угорщина), Праги (Чехія) та інших країн.
Електроприводи бурових верстатів, електроприводи кранів і крокуючих екскаваторів з важкими кліматичними умовами (від -50 °C до + 50 °С), що працюють на численних гірничо-збагачувальних і металургійних комбінатах і кар'єрах у містах Красноярськ (Росія) і Усть-Каменогорськ, Темиртау (Казахстан), Кривому Розі (Україна) та інших.
Найбільші обсяги виробництва продукції заводу займають перетворювачі частоти різних типів і частотні електроприводи на їх основі. Частотні електроприводи типу ЕКТ побудовані на базі останніх досягнень силової електроніки; IGBT-модулях виробництва Німеччини і Японії, і мікропроцесорних контролерах, сучасної захисної і комутаційної апаратури, яка охоплює шкалу потужностей від 0,375 кВА до 800 кВА. Електроприводи постійного струму типу ТЕП охоплюють шкалу потужностей від 1,1 кВт до 2500 кВт, також побудовані на основі силових приладів 5-го покоління і мікропроцесорної техніки останньої генерації. Ці електроприводи успішно працюють на підприємствах «АрселорМіттал Кривий Ріг», «Дніпровський металургійний завод», численних гірничо-збагачувальних комбінатах, на Кубі, в Ірані та інших країнах.
Крім електрообладнання для промислових підприємств, завод випускає складну побутову техніку: електричні чотирьох конфорні плити восьми типовиконань, електричні конфорки чотирьох виконань, світильники сенсорні і іншу апаратуру.
Всі товари виробляються на конвеєрах з використанням останніх досягнень техніки і технології.

## Продукція
- Перетворювачі частоти ЕКТ4
- Перетворювачі частоти ЕКТ5
- Статичні джерела живлення ЕКТ4-С
- Станції автоматичного управління насосами
- Станції автоматичного управління насосами на базі пускача типу ПБТ
- Електрообладнання для модернізації та будівництва насосних станцій
- Зарядні пристрої
- Тиристорні збудники ТЕП, ВТЕ
- Пристрої плавного пуску ПБТ
- Пристрої плавного пуску ПБТВ
- Перетворювачі постійного струму ТЕП
- Перетворювачі постійного струму ТПЕ для важких умов роботи
- Перетворювачі ТПЕ для бурових верстатів СБШ
- Катодний захист
- Випрямлячі діодні В-ТПЕД (ДЕ-3)
- Випрямлячі серії В-ТПЕД для тягових підстанцій
- Тиристорні випрямлячі для гальванічних ванн
- Низьковольтні комплектні пристрої НКУ
- Трансформатори
- Регулятори змінного струму РОТ
- Блоки резисторів
- Шафи металеві для установки електричних апаратів
- Електроприводи для трамвайних КПТТ вагонів
- Електроконфорки чавунні
- Електроплити побутові.